# 埃姆赫斯特 (纽约)
埃姆赫斯特（Elmhurst），當地亦漢譯為艾滸，是美國纽约市皇后区的一个工人阶级兼中产阶级社区，北到罗斯福大道，南到长岛高速公路，东到交界大道（Junction Boulevard），西到纽约联络铁路。

## 历史
村庄由荷兰人建于1652年，名为Middenburgh，是新尼德兰城市新阿姆斯特丹的郊区。早期的居民来自附近的Maspat，因受到当地美洲土着人的威胁和攻击而迁来此处。当英国在1664年接管新尼德兰时，将其更名为新城（New Town）。1683年，皇后县分设五镇时，新城村为新城镇的驻地，设有市政厅，监狱，税务局和牧师办公室，是该镇的中心，村庄位于现在森林公园以北，和法拉盛草地以西。
1854年，马车线路大街线开通，1876年长岛铁路通车，都吸引许多居民来到这个社区。1897年，该镇改为现名，意为榆树丛。1896年至1910年期间，埃姆赫斯特发展成为一个时尚的住宅区。1936年，独立地铁系统的皇后大道线通车，刺激该社区的经济发展，但也破坏了许多老建筑。
在第二次世界大战之前，埃姆赫斯特几乎完全是犹太人和意大利人的社区。战后，埃姆赫斯特发展成为纽约市最具种族多样性的社区之一。到1980年代，居住在该社区的有来自112个国家的居民。其中最大的种族群体是拉美裔和华人。

## 人口
根据从2010年美国人口普查，埃姆赫斯特的人口为88427人，比2000年增长了0.5％。该社区面积750.28英畝（303.63公頃），人口密度为117.9名居民每英畝（75,500名居民每平方英里；29,100名居民每平方）。
该社区的种族构成是白人占6.6%，非洲裔占1.3%，美洲土著占0.2%，亚裔占43.8%。拉美裔占人口的46.1％。
埃姆赫斯特快速成长的唐人街是皇后区的第二个唐人街，也是皇后区的第二大唐人街，仅次于法拉盛唐人街。它最初只是局限在81街和康沃尔大道之间的百老汇，现在已经扩展到45大道和惠特尼大道，发展成为法拉盛唐人街的卫星城。

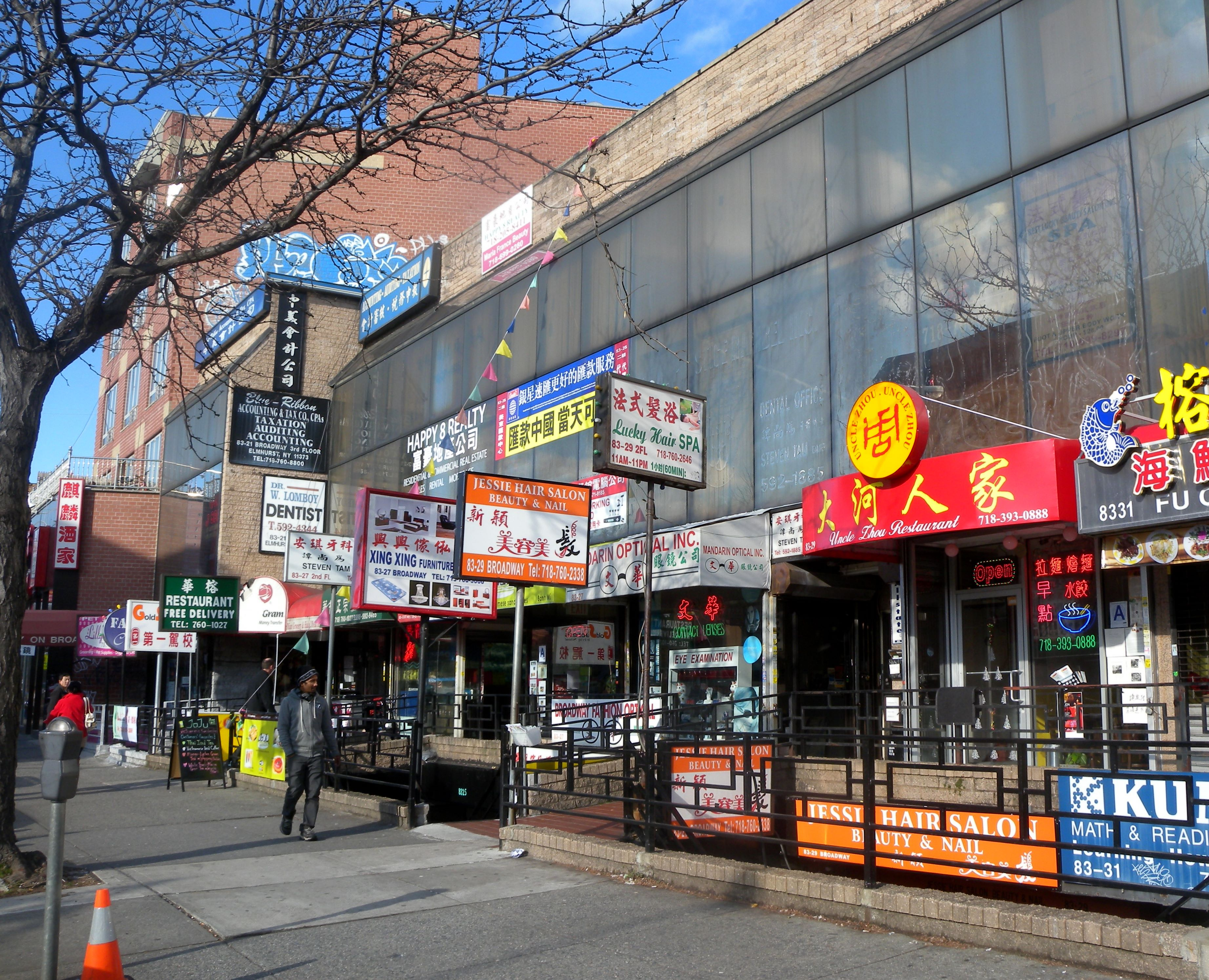
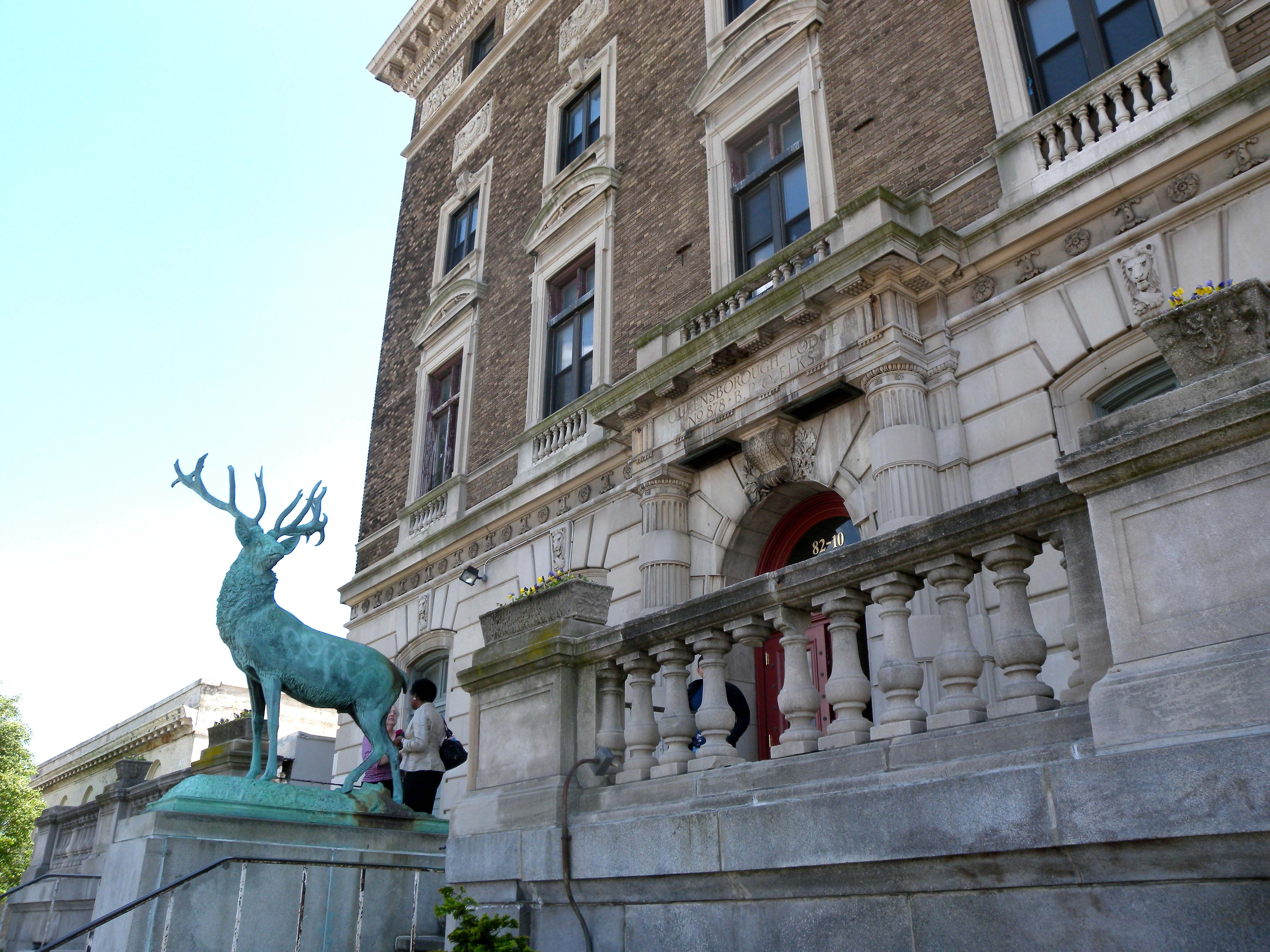
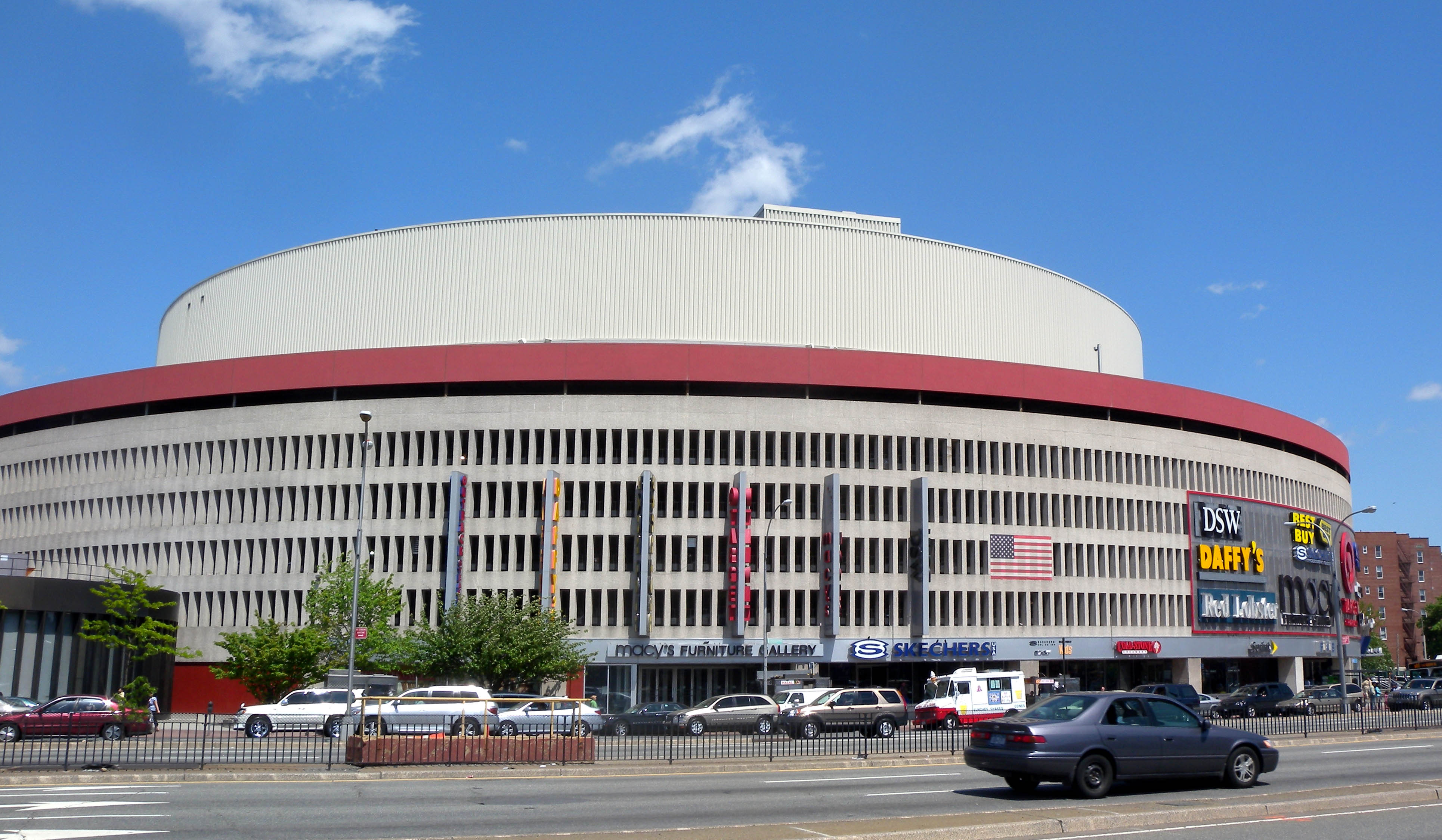
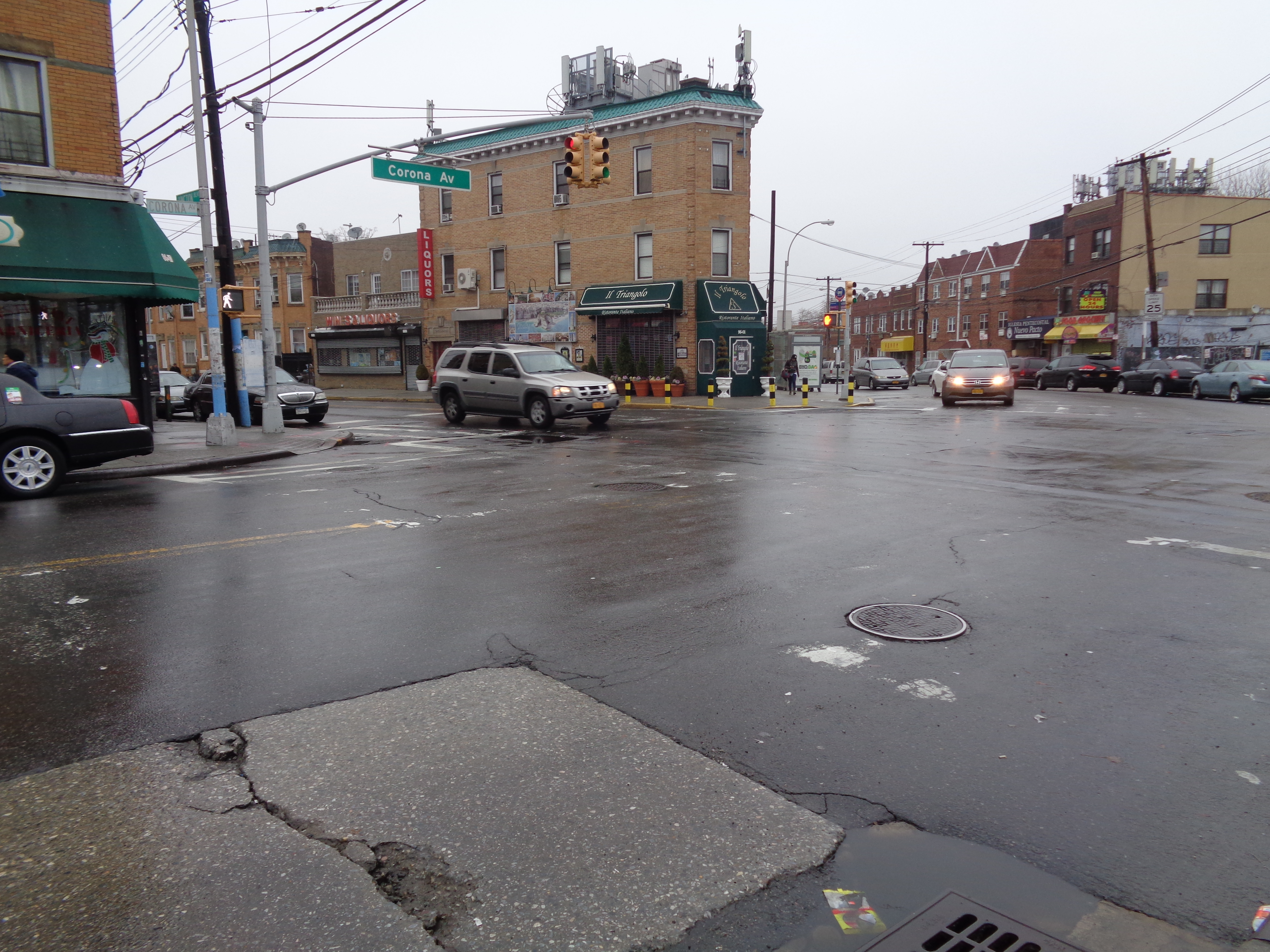
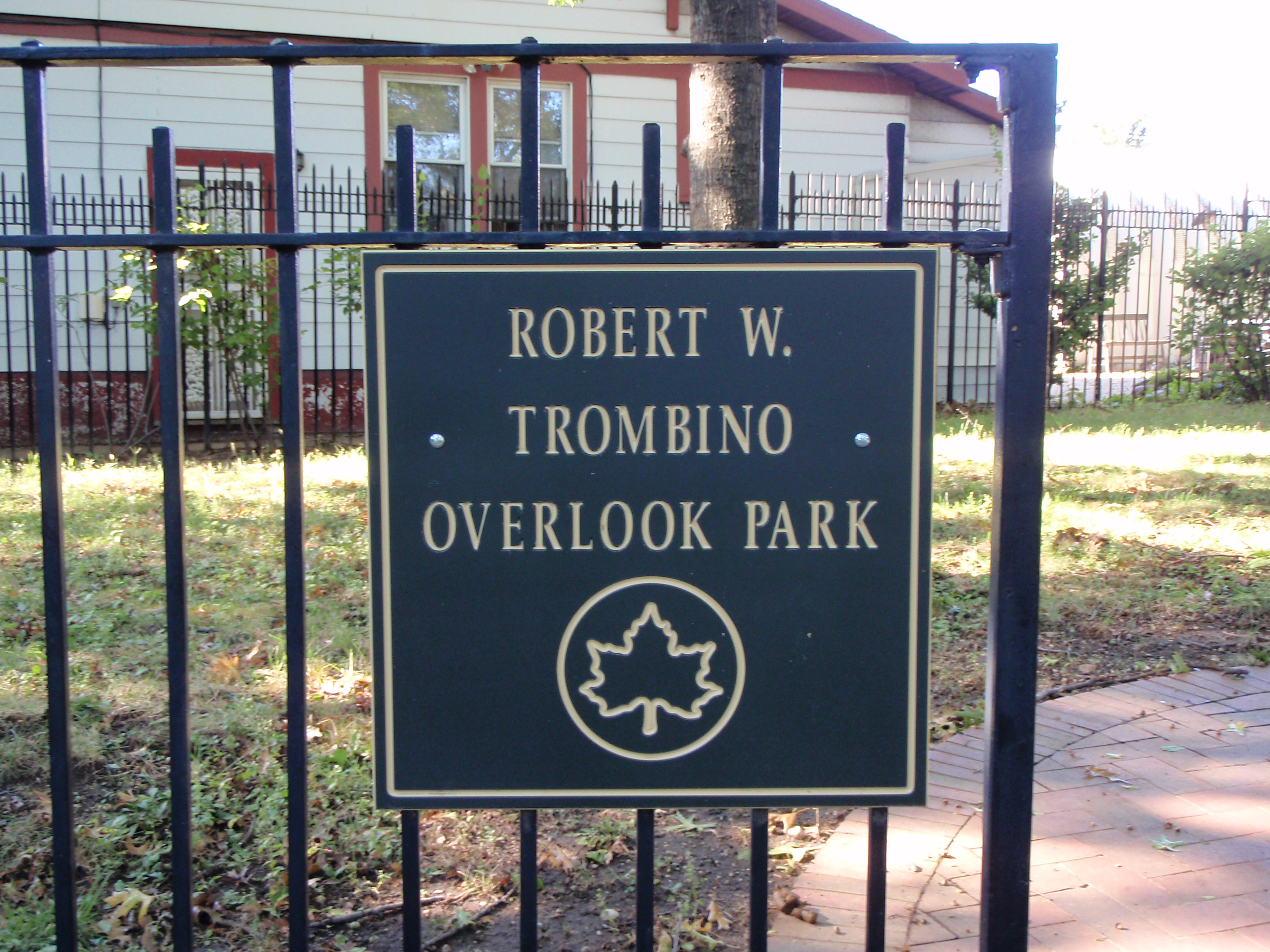